# Viliam Široký
Viliam Široký (31 de mayo de 1902 - 6 de octubre de 1971) fue un político comunista de Checoslovaquia, ministro de Relaciones Exteriores de 1950 a 1952 y Primer ministro de 1953 a 1963. También fue líder del Partido Comunista de Eslovaquia entre 1945 y 1954. 

## Biografía
Široký nació en una familia de trabajadores ferroviarios. Según el historiador francés Muriel Blaive, Široký era de etnia húngara.
Se unió al Partido Comunista de Checoslovaquia (KSČ, por sus siglas en checo y eslovaco) a la edad de 19 años y rápidamente ascendió en el aparato del partido tras la elección de Klement Gottwald como secretario general. Junto con Václav Kopecký, Široký era agente de la NKVD soviética, cuya tarea era informar a los líderes de Moscú principalmente sobre las actividades de Gottwald.
Fue elegido como miembro de la Asamblea Nacional de Checoslovaquia y antes del inicio de la Segunda Guerra Mundial fue elegido secretario del Partido Comunista de Eslovaquia, rama regional del KSČ. En el otoño de 1938, Široký partió hacia la URSS debido a la creciente amenaza de invasión de la Alemania nazi. Durante la guerra, primero trabajó como miembro de la Secretaría de Relaciones Exteriores del Partido Comunista en el exilio en París, luego en un puesto similar en Moscú.
En 1941 fue enviado a Eslovaquia, donde pronto fue arrestado y sentenciado a la prisión de Leopoldov. A principios de 1945 logró escapar y cruzar el frente ya que se acercaba el Ejército Rojo.
Después del final de la guerra, Široký se convirtió en uno de los hombres más influyentes de Checoslovaquia. Fue miembro del Politburó del PCCh y de su secretaría. También ocupó importantes cargos gubernamentales. Desde el 4 de abril de 1945 fue Viceprimer Ministro de Checoslovaquia y ocupó este cargo en varios gobiernos de posguerra hasta el 21 de marzo de 1953. Desde el 14 de marzo de 1950 hasta el 31 de enero de 1953 fue Ministro de Relaciones Exteriores en el gobierno de Antonín Zápotocký, y presidió este gobierno a partir del 21 de marzo de 1953, luego de que Zápotocký asumiera la presidencia de la república. Posteriormente, fue Primer Ministro de otros gobiernos y ocupó el cargo de Primer Ministro hasta el 20 de septiembre de 1963.
Široký fue un iniciador de la campaña contra los nacionalistas burgueses en Checoslovaquia, lo que condujo a la represión de políticos como Vladimír Clementis, Laco Novomeský y Gustáv Husák. Participó activamente en la negociación y aplicación de cambios constitucionales que dieron como resultado la creación de la Constitución de la República Socialista Checoslovaca de 1960.
Su carrera terminó abruptamente durante la Primavera de Praga y los procesos de rehabilitación, fue relevado de todos sus cargos y en 1968 fue expulsado de las filas del Partido Comunista de Checoslovaquia.
Široký fue rehabilitado poco antes de su muerte en 1971, durante el período de normalización de su antiguo enemigo político, Gustáv Husák.